# Manifest del so
El manifest del so és un escrit firmat pels directors soviètics Serguei Eisenstein, Vsévolod Pudovkin i Grigori Aleksàndrov sobre l'arribada del cinema sonor i l'impacte que aquest podia tenir dins la indústria del cinema, més concretament el cinema soviètic. Aquest manifest va ser escrit l'any 1928 en resposta a la incorporació de la tecnologia del cinema sonor als Estats Units un any abans, i reflexiona sobre els diferents aspectes a tenir en consideració per la utilització d'aquesta nova tecnologia.

## Sobre el manifest
En aquest manifest els cineastes mostren una seriosa preocupació per la utilització del so en l'art cinematogràfic. Per l'escola soviètica, el muntatge era el pilar de la representació cinematogràfica, i en aquest manifest s'argumenta com el so podria arribar a desvirtuar aquesta eina, en favor d'un cinema de caràcter molt més comercial, que arribés més fàcilment a les masses. Els cineastes anuncien que el cinema patirà una gran transformació que l'aproparà a la representació teatral i, per tant, el muntatge quedarà relegat a un segon pla.
Per a ells l'única manera que el so pogués irrompre de manera positiva en el llenguatge cinematogràfic és utilitzant-lo com a contrapunt de la representació visual, generant una nova expressivitat que permeti continuar innovant en l'art del muntatge. El mateix Serguei Eisenstein va posar aquest mètode en pràctica, en col·laboració amb el compositor rus Serguei Prokófiev, a la pel·lícula Alexandr Nevski, estrenada l'any 1938.

## Arribada del sonor a Rússia
La primera pel·lícula soviètica en implementar la nova tecnologia del cinema sonor va ser Camí a la vida (Putyovka v zhizn), estrenada l'any 1931 i dirigida per un director poc conegut a l'època, Nikolai Ekk. La pel·lícula es basa en fets reals, i mostra el procés de reeducació de nens conflictius a les anomenades comunes laborals, que van sorgir als anys vint a la Unió Soviètica.
L'obra es va estrenar quatre anys després de l'arribada del sonor al món i tot i tractar-se d'un film d'un caràcter profundament ideològic va arribar a ser projectada a les sales d’arreu del món.